# Movistar Móviles de Centroamerica
Movistar Móviles de Centroamericana conocida como Movistar, fue la segunda empresa proveedora de servicios de telefonía móvil más grande de Centroamérica y México con operaciones en El Salvador, Guatemala, Panamá, Nicaragua, Costa Rica y México, subsidiaria de Movistar de España.
Movistar Móviles de Centroamericana, conocida como Movistar fue producto de la fusión de los activos de BellSouth en Guatemala, Nicaragua y Panamá con los activos de Movistar Móviles en Guatemala, El Salvador y México. Ambas empresas estuvieron presentes en Centroamérica desde finales de la década de los noventa. 
Movistar fue uno de los mayores operadores de telefonía móvil de Centroamérica con más de 4,9 millones de clientes gestionados en total en los cuatro Países Centroamérica donde opera y en México con más de 10,7 millones de clientes gestionados.
En enero del año 2019 Telefónica anunció la venta de sus activos en Centroamérica, siendo los de Guatemala y El Salvador a América Móvil y los de Nicaragua, Costa Rica y Panamá a Millicom. La venta en El Salvador fue cancelada debido a que el regulador impuso la obligación de devolver dos paquetes de espectro en las bandas de 850 MHz y en 1.9 GHz para validar la concentración a lo que América Móvil se negó y en Costa Rica Millicom anunció en mayo de 2020 que rompía el acuerdo de compraventa por lo que en julio de ese mismo año se anunció la compra por parte de Liberty Latin America la que fue autorizada por las autoridades de Costa Rica.

## Tecnología
| País        | Frecuencia        | Tecnología |
| ----------- | ----------------- | --- |
| México      | 800/1900 MHz      | CDMA, GSM/GPRS/EDGE (2003) y UMTS/HSDPA(2007)/HSUPA(2009)=UMTS/HSPA                                                            |
| Guatemala   | 1900 MHz          | CDMA 1X EV-DO Rev A (CDMA 1999, EV-DO 2004, Rev A 2008), GSM/GPRS(2004)/EDGE(2007) y UMTS/HSPA(julio de 2009)=UMTS/HSDPA/HSUPA |
| El Salvador | 850/1900 MHz      | CDMA(1998), GSM/GPRS(2004)/EDGE(agosto de 2009) y UMTS/HSDPA(agosto de 2009)                                                   |
| Nicaragua   | 850/1900 MHz      | TDMA(1999-2007) apagada, CDMA 1X (2002), GSM/GPRS(2005)/EDGE (agosto de 2009) y UMTS/HSDPA(2008) 850 MHz                       |
| Panamá      | 850/1900 MHz      | CDMA 1X (2002-2008) y TDMA(1999-2008) apagadas, GSM/GPRS(2005)/EDGE(2007) y UMTS/HSDPA(2008) 850 MHz                           |
| Costa Rica  | 850-1800/2100 MHz | |